# روانی آمریکایی (موزیکال)
روانی آمریکایی (انگلیسی: American Psycho) یک تئاتر موزیکال با موسیقی و اشعار دانکن شیخ است. این تئاتر موزیکال اقتباسی از رمان هنجارشکن روانی آمریکایی اثر برت ایستون الیس است.